# فندق مايو
فندق مايو (بالإنجليزية: Mayo Hotel)‏، هو مبنى تاريخي يقع في مركز مدينة تولسا في أوكلاهوما، الولايات المتحدة الأمريكية، في 115 غرب شارع 5.
أُدرج الفندق في السجل الوطني للأماكن التاريخية في عام 1980. وكان مُدرجاً بمقياس السجل الوطني فئة C، ورقم نظام معلومات السجل الوطني هو 80003303.
يتضمّن الفندق الذي كان في أحد الأيام أطول مبنى في أوكلاهوما 600 غرفة. ساعدت المراوح السقفية الموجودة في كل من الغرف إضافةً إلى الماء المثلج القادم من مدينة تولسا على جعل الفندق ملاذاً من حرارة الصيف.
استضاف الفندق العديد من أبرز الشخصيات في تولسا أثناء القرن العشرين، بما في ذلك الرئيس جون كينيدي، بوب هوب، تشارلز ليندبيرغ، بيب روث، تشارلي شابلن وماي ويست. أقام في فندق مايو أيضاً بعض رجال النفط المهمين في ذلك العصر، بما في ذلك جيه. بول جيتي. في رواية وليام إنجي التي صدرت في عام 1953 والحائزة على جائزة بوليتزر «النزهة»، ذُكر فندق مايو على أنه المكان الذي يعتزم بطل الرواية هال على العمل فيه كمندوب خدمات.

## لمحة تاريخية
بنُي الفندق بأسلوب المهندس المعماري سوليفان في عام 1925. وقام بتصميمه المهندس المعماري جورج وينكلر، بتمويل من الأخوة جون د. وكاس أ. مايو. يقوم الفندق على قاعدة من الأعمدة الدوريسية ذات الارتفاع الذي يمتد إلى طابقين، والتي تحمل أربعة عشر طابقا مكللاً بشرفاتٍ مصنوعة من القرميد الصناعي، وقسمٍ علويّ أخير مؤلف من طابقين مصنوعين من الحجر وكورنيش مزيّن.
وأدّت محاولة لتجديده في أوائل الثمانينات إلى تجريد المبنى وفقدان العديد من تراكيبه الأصلية وزخارفه الداخلية. بقي الفندق مهجوراً لمدة 20 عاماً، وبدا مايو وكأنّه متجهٌ نحو قدَره في الهدم حتى يونيو عام 2001، عندما اشترته عائلة سنايدر مقابل 250,000 دولار أمريكي وبدأت بعملية تجديده. وركزت الجهود الأولية على استعادة الطوابق السفلى، والتي تحولت لاحقاً إلى مكان شعبي للمهرجانات وحفلات التخرج وحفلات الاستقبال والاجتماعات. وبدأ مشروعٌ بقيمة 11.2 مليون دولار أمريكي لتحويل الطوابق العليا السبعة إلى 70 شقة علويّة في عام 2008. وقد خُصص 4.9 مليون أمريكي من الأموال العامة للمشروع من حزمة مقاطعة تولسا للتنمية المعروفة باسم «رؤية 2025» حيث حازت على الموافقة في عام 2003. قدم أصحاب الفندق مبلغ 6.3 مليون دولار أمريكي إضافي. وقد أُعلن عن وصول التكلفة الإجمالية لتجديد المبنى إلى 40 مليون دولار أمريكي. ]
وكجزءٍ من مشروع التجديد هذا، أصبح مايو أيضاً أول مبنى في أوكلاهوما يستكمل المعالجة البيئية في إطار برنامج جديد لتنظيف المواقع المصابة بالتلوث برعاية لجنة مؤسسة أوكلاهوما.
بدأ المستأجرون الانتقال إلى شقق المبنى الجديد في أواخر أغسطس 2009، وفتح الفندق أبوابه للعمل في سبتمبر، وأُقيم حفل إعادة افتتاح رسمي كبير أُقيم في شهر ديسمبر.